# 复活之战
《复活之战》是一部由罗宁·提姆执导，查侬·散顶腾古及阿瓦·拉塔纳平塔主演的泰国动作恐怖电影。电影主要讲述了1941年第二次世界大战时日军登陆后，一群青年士兵被征召入伍，成为「C.P.1部队」的一份子后加入抗争的故事。电影于2024年7月21日在第23届纽约亚洲电影节首映，并于同年8月1日在泰国上映。

## 演员阵容
- 查侬·散顶腾古
- 阿瓦·拉塔纳平塔